# مارک فلین
مارک فلین (انگلیسی: Mark Flinn؛ زادهٔ) انسان‌شناس اهل ایالات متحده آمریکا است. یک انسان‌شناس زیست پزشکی، متخصص در استرس دوران کودکی، روابط خانوادگی و سلامت است. تحقیقات او شامل یک مطالعه طولی ۳۰ ساله در مورد سلامت کودکان در یک جامعه روستایی در جزیره دومینیکا در دریای کارائیب است. این مطالعه اولین مورد از نوع خود است که هورمون‌های استرس را در یک محیط طبیعی بررسی می‌کند.